# Hohenfels (Constança)
Hohenfels é um município da Alemanha, no distrito de Constança, na região administrativa de Friburgo, estado de Baden-Württemberg.